# Dva pne
Dva pne (1224 m) –  szczyt w Magurze Orawskiej w Zewnętrznych Karpatach Zachodnich na Słowacji. Wznosi się w północno-wschodnim grzbiecie Minčola pomiędzy szczytami Čierny vrch (1319 m) i bezimiennym wierzchołkiem 1160 m. Ze stoków północnych spływa potok Priekopa, z południowych kilka źródłowych cieków potoku Racibor.
Dva pne to niewybitny i całkowicie porośnięty lasem szczyt. Na słowackiej mapie jest to bezimienny wierzchołek o wysokości 1224 m. Nieco poniżej niego znajduje się dawna hala pasterska, na słowackiej mapie opisana jako Mokradská hoľa. Przez szczyt i halę tę biegnie szlak turystyczny. Na zamontowanym na szczycie słupku turystycznym podano jego nazwę Dva pne i wysokość 1205 m. Na tym samym słupku hala jest opisana jako Lihôčanská Hoľa.

## Szlaki turystyczne
odcinek: Minčol  – Sedlo Kubínska hoľa – Čierny vrch –  Dva pne – Mokradská hoľa– Príslop – Sedlo Príslop